# Анабіоз: Сон розуму
Анабіоз: Сон розуму, англ. Cryostasis: Sleep of Reason — гра в жанрах шутер від першої особи та survival horror розроблена українською компанією Action Forms для PC на Microsoft Windows.

## Сюжет
1981 рік. Північний полюс. Олександр Нестеров, радянський полярник отримує вказівку покинути наукову станцію «Полюс 21» і вирушити у вказану точку, де Олександра має підібрати корабель-атомохід «Північний вітер», який забере науковця на континент. Однак, прибувши на собачій упряжці до вказаного місця Нестеров знаходить «Північний вітер» замерзлим в льодах вже багато років. На борту давно немає нікого живого. Тепер у Несторова немає вибору — йому необхідно з'ясувати, що сталося з кораблем і, власне, вижити, оскільки на сотні кілометрів навколо — безлюдна льодова пустеля…
Літопис трагедії атомного криголама подається через три шари:
1. Перший шар — це легенда про Данко з оповідання М. Горького «Старуха Ізергіль». Історія про те, що люди всіма силами тягнуться до Світла, але все одно врешті-решт їм миліша Темрява.
2. Другий шар — записи Капітана, в яких він розмірковує про майже сакральну природу свого зв'язку з Кораблем і Командою, а також описує містичні явища, з якими цей моряк стикався під час своїх рейсів: одні з них уособлюють Холод і постійно намагаються зупинити його Корабель, інша ж потойбічна сутність нічим йому не шкодить і просто спостерігає за ним, видаючи себе спалахами багрового світла.
3. Третій шар оповіді — це офіційні записи та флешбеки, що розкривають події на борту «Північного вітру», які безпосередньо передували його аварії. Капітан криголама, ведучи судно з важливим Вантажем (ув'язненими, яких перевозили до місць позбавлення волі), проігнорував попередження Помічника, коли той повідомив йому, що новітній прилад «ЛОЗА» засік за курсом руху Корабля скупчення айсбергів. У результаті цього криголам зазнав аварії — серйозної, але цілком виправної. Однак, внаслідок аварії Корабель застряг у льодах і його ремонт, який мав закінчитися за сім днів, затягується на більший термін. Помічник, розлючений тим, що Капітан не прислухався до його слів, відсилає в штаб депешу, де вимагає зняти Капітана з його посади через некомпетентність.

### Реакція керівництва на депешу
У відповідь начальство відправляє радіограму, в якій наказує Капітану і його Команді привести Корабель у док для демонтажу у зв'язку з тим, що криголам уже відпрацював свій термін. Помічник несе радіограму в рубку Капітана, однак по дорозі його перехоплює Комендант, який контролює перевезення Вантажу. Побачивши шифровку, Комендант радить Помічнику не показувати її Капітану. Проте, Помічник все ж передає наказ штабу своєму командиру, коли той грубіянить йому і називає «хлопчаком». Шокований новиною, що його Корабель незабаром буде демонтований, Капітан йде до свого друга, Інженера, який стежить за роботою реактора. Той, ознайомившись із наказом, заявляє, що він радий цьому — інженер втомився вже двадцять років ремонтувати Корабель. Інженер також сказав, що їм з Капітаном вже давно пора на покій, тому він не стане допомагати Капітану.

### Реакція та подальші кроки капітана
Приголомшений зрадою друга, Капітан вирішується на відчайдушний крок: він виведе свою Команду з льодів, попри незавершений ремонт. Він віддає наказ на повний вперед, але в цей момент Комендант, намагаючись зупинити Капітана, прострілює замок на дверях, що ведуть на місток, і випадково ранить Капітана. Помічник приймає командування криголамом і за допомогою Коменданта віддає наказ на задній хід, щоб не дати Кораблю остаточно розвалитися. Через це реактор «Північного вітру» перегрівається та виходить з ладу. Помічник, Комендант і поранений Капітан намагаються евакуюватися на вертольоті, залишивши решту Команди на загибель, але вибух реактора наздоганяє їх усіх.

### Прибуття головного герою
Досягнувши палаючого серця криголама, Нестеров стикається віч-на-віч з містичною силою, яка допомагала йому весь цей час переписувати історію «Північного вітру» — це титан Хронос. Після випробування, в ході якого протагоніст доводить божеству, що в його серці достатньо Тепла, щоб змінити історію, титан переносить його у часі до розвилки, де головний герой може допомогти одному з трьох членів Команди зробити правильний вибір і врятувати атомний криголам від Холоду…

### Альтернативні шляхи головного героя
1. Помічник, замість того щоб передати радіограму Капітану, спускається на нижні рівні криголама і допомагає Команді з ремонтом Корабля.
2. Інженер, кажучи, що він радий чути, що Корабель демонтують, з посмішкою дістає з шафи маленьку модель криголама і передає її Капітану — мовляв, нехай її в штабі демонтують, а їх Корабель вони разом будуть відстоювати.
3. Комендант, замість того щоб допомогти Помічнику віддати наказ на реверс, допомагає пораненому Капітану і просить його не вмирати та триматися — той каже, що на колінах буде повзати, але вимолить у штабі, щоб Корабель не демонтували. І, наче почувши його, криголам виривається з крижаного полону і виходить на чисту воду.

### Завершення історії
1981 рік. Північне полярне коло. З дрейфуючої станції «Полюс 21» на зустріч з кораблем, який має його забрати додому, вирушає останній її мешканець — досвідчений полярник Олександр Нестеров. У точці зустрічі він знаходить цілком цілий криголам, а біля нього його зустрічають Капітан, Інженер, Помічник і Комендант. Попереду їх усіх чекає нелегкий шлях додому.

## Графіка
В грі створено реалістичну графіку з використанням візуальних ефектів на основі DirectX 10 і фізичних ефектів, створених з використанням технології NVIDIA PhysX. Особливістю візуальних ефектів є ефект танення льоду, коли лід на стінах замерзлого корабля починає плавно перетворюватися на воду і стікати вниз.

## Геймплей
Головна особливість гри «Анабіоз: Сон розуму» — відсутність звичної шкали здоров'я. Її роль виконує термометр. Через це важливою складовою частиною геймплею є пошук джерел тепла на борту криголама. Головні вороги, породження Холоду, відповідно, своїми атаками відбирають тепло у протагоніста. До того ж головний герой може замерзнути, якщо не буде поряд джерел тепла. Та сама ситуація з витривалістю — швидкість відновлення запасу сил безпосередньо залежить від температури, що визначає тактику ведення боїв залежно від різних умов: у деяких випадках рукопашний бій навіть із кількома супротивниками виявляється вигіднішим за використання проти них вогнепальної зброї, завдяки теплішому навколишньому середовищу, що дає змогу швидше відновитися після бою. Холод, крім усього іншого, впливає також на видимість: за низької температури вона погіршується через те, що захисні окуляри головного героя запотівають.
Крім цього, інтерфейс гри виконано в реалістичному стилі — лічильника боєприпасів немає, замість нього на екран виводиться зображення магазина зброї, за яким можна визначити, скільки залишилося ще набоїв до перезарядження. Також в грі відсутнє перехрестя прицілу на екрані: цілитися у ворогів треба через механічний приціл для більш точної стрільби, а під час стрільби від стегна кулі летять з великим розкидом. Крім того, боєприпаси обмежені та рідкісні, перезарядка зброї займає багато часу, а скорострільність і купчастість вогнепальної зброї в грі низькі.
Одною з головних особливостей гри є також «ментальне відлуння». Це містична здатність головного героя, завдяки якій він може переселятися в тіла членів екіпажу «Північного вітру» (і не тільки — у грі є можливість вселитися в тіла тварин — наприклад, корови або білого ведмедя) за кілька миттєвостей до смерті, що дає змогу йому врятувати їх, водночас змінивши історію та розчистивши шлях для проходу вперед за сюжетом.

## Персонажі
Олександр Нестеров — радянський полярник-метеоролог, молодший науковий співробітник полярної станції «Полюс-21». Нестеров тривалий час займався науково-дослідною роботою в умовах вічної мерзлоти.
Нестеров одягнений в багатошаровий, сковуючий рухи одяг, носить тяжке і не дуже зручне взуття, що дозволяє Олександру постійно боротися з пронизливим льодовим холодом і вітром. За спиною Олександр носить рюкзак, де зберігається життєво важливе спорядження.
Олександр Нестеров сміливий, розумний і винахідливий. За всю гру він не промовляє жодного слова. Непогано володіє рукопашним боєм та вогнепальною зброєю. Після потрапляння на борт «Північного вітру» Олександр отримує особливий дар: «Ментальне Ехо» — уміння входити в спогади загиблих моряків, бачити останні секунди їх життя і навіть змінювати їх долю. За їхніми спогадами та записками Нестеров потроху складає картину загибелі корабля і змінює її.
Капітан — безіменний капітан корабля «Північний вітер». Гордий, мудрий, сміливий, але дещо самовпевнений. Керуючи своїм кораблем, Капітан звик покладатися на власні почуття, а не на дані приладів. Корабель він вважав чимось більшим, ніж просто купою металу. Зіграв важливу роль в історії загибелі корабля.
Помічник Капітана — безіменний помічник капітана. Хитрий, самовпевнений, але разом з тим тверезомислячий чоловік. Мріяв зайняти місце Капітана. Коли Капітан зробив помилку при керуванні «Північним вітром», Помічник написав донос на свого керівника та організував змову проти нього. Зіграв важливу роль в історії загибелі корабля.
Вчений — безіменний науковець, який слідкував за радіаційною безпекою на кораблі та цілісністю реактора. Як і Капітан, ставився до корабля, як до брата, хоча в одній із розмов з Капітаном назвав «Північний вітер» «коритом». Зіграв важливу роль в історії загибелі корабля.
Охоронець — безіменний військовий, начальник в'язниці на борту корабля і керівник охорони. Сміливий і серйозний, до в'язнів ставився з неприхованим презирством. Разом з Помічником Капітана організовував змову проти Капітана. Зіграв важливу роль в історії загибелі корабля.
«Капюшон» — ім'я, яким фанати гри охрестили загадкового персонажа, який неодноразово з'являється протягом гри у вигляді людського силуету в полярному одязі та з каптуром на голові. Його роль, як і пояснення його сутності в грі відсутні.

## Вороги
Кочегар — напівголий матрос, голова якого замотана шматками. Монстр рукопашного бою. Може бути озброєний куском арматури. Вміє швидко повзати у вентиляції, іноді непомітно вискакує з-за рогу.
Наглядач — ймовірно, колишній охоронець корабля, а тепер — чудовисько з маскою-кліткою на обличчі, яка випромінює блакитне світло. За словами виробників гри, Наглядач за життя цікавився таємними страхами і помислами в'язнів, за що і був перетворений в те, ким він зараз є. Також за життя Наглядач голосно крокував, лякаючи в'язнів. Озброєний ППШ і стріляє з нього чергами.
Слуга — монстр, замість очей у нього — два іржавих цвяхи, на його плечах красуються залізні погони, одягнений в сталевий нашийник і маску. Його ноги захищені залізними набійками для одягу і спеціальними підковами для колін. На шиї в монстра висять зв'язки ключів від дверей.
Сторож — монстр, озброєний гвинтівкою-трьохлінійкою. Стріляє досить влучно. Одягнений в морську форму, обличчя наполовину закрите пов'язкою. Постійно говорить нерозбірливі фрази.
Боцман — одягнений в тільняшку та озброєний, як правило, сокирою. Любить раптово з'являтися з-за рогу чи дверей.
Утоплений — зомбі з відірваною нижньою щелепою. З'являється в грі лише в одному екземплярі, в першій місії з матросом в скафандрі. Дуже швидко і вправно плаває під водою. Після сцени з ним гравець отримує пожежну сокиру.
Червоноармієць — солдат зі спотвореним обличчям. Одягнений в шинель з патронташем і великі валянки. Озброєний самозарядною гвинтівкою Токарєва. Червоноармієць вміє відбивати удари прикладом і одразу контратакувати.
Метелик — монстр з тілом моряка і крилами метелика, що дозволяє йому іноді літати. Але найчастіше монстр пересувається швидкими та вправними стрибками. Б'ється врукопаш.
Собака — монстр, який нагадує пса зі спотвореним тілом. Вміє робити вправні стрибки, але, як правило не наносить серйозних ушкоджень.
Зварник — монстр, озброєний зварювальними апаратами. На відстані пускає промені з горілок. В ближньому бою старається завдавати ударів. Відносно вправний у стрибках і пересуванні.
Кулеметник — монстр, висотою приблизно два з половиною метри. Озброєний двома ППШ зі здвоєними магазинами. На руках — два ліхтарі, а ППШ примотані до ліктів. Іноді виступає, як мінібос. Неповороткий, але дуже міцний. Не залишає після себе патронів.
Павук — монстр з тілом матроса в протигазі, пересувається на чотирьох обривках стального троса, які нагадують ноги павука. Зустрічається 2 рази, виступає як мінібос. Дуже швидкий і сильний противник. Вбити можна, якщо відстрелити всі лапи. Але й без лап він вміє пересуватися на чотирьох. В ближньому бою б'є лапами, як павук, а на відстані стріляє струменями холоду. Безсмертний, якщо в приміщенні холод переважає над теплом.
Хронос — бог часу, з'являється в кінці гри з розваленого реактора. являє собою гігантського чоловіка з пов'язкою на очах. В лівій руці він тримає пісочний годинник, у правій — величезну сокиру. Верхня частина тіла обв'язана ланцюгами. По суті, він не є ворогом головного героя. Необхідно за допомогою магічних енергетичних кілець знищити більше монстрів, ніж Хронос, але при цьому не потрапити випадково під сокиру Хроноса. Якщо кількість вбити гравцем монстрів буде більшою, ніж у Хроноса, то бог допоможе Несторову врятувати корабель від загибелі.

## Зброя[2]
- Кулаки.
- Ланцюг і замок — зняті з дверей навісний замок із ланцюгом. Використовується як кастет.
- Вентиль — масивний вентиль із парової труби.
- Сокира — типова протипожежна сокира. Найсильніша зброя ближнього бою в грі, може бути корисною навіть на пізніх рівнях.
- Walther AC-1940 — німецький двоствольний сигнальний пістолет часів Другої світової. Може обпалити ворога ракетою, але не особливо зручний у використанні, а заряди до нього дуже рідко трапляються.
- Гвинтівка Мосіна — п'ятизарядна гвинтівка з болтовим затвором. Завдає високої шкоди, але має невисоку скорострільність. Також у грі є версія цієї гвинтівки з оптичним прицілом. Точність стрільби та шкода у такої гвинтівки вищі, ніж у стандартної.
- СВТ-40 — самозарядна гвинтівка з магазином на 10 патронів. Шкода приблизно така сама, що й у гвинтівки Мосіна, але при цьому має вищу скорострільність. Боєприпаси трапляються рідше, ніж до гвинтівки Мосіна.
- ППШ-41 — пістолет-кулемет із дисковим магазином на 71 набій. Має високу скорострільність та сильний розкид куль.
- Водомет — апарат, що обливає ворогів окропом. Заряджається льодом. Ефективний на ближній дистанції, особливо проти повільних ворогів.
- Кувалда — з'являється в моменті виправлення долі Старпома: він бере її до рук, погодившись допомогти матросам із ремонтом.
- Кисневий різак — вбудований у костюм водолаза. З його допомогою водолаз відлякує нападника «Потопельника» і допомагає лагодити пошкоджену обшивку корабля.
- ТТ — радянський самозарядний пістолет. Ним у флешбеках озброєний Комендант.

## Відгуки
На КРИ 2006, Анабиоз: Сон разума отримала приз в номінації «Найкраща технологія».
На КРИ 2007, Анабиоз: Сон разума отримала приз в номінації «Найкраща ігрова графіка».